# Juncus brachystigma
Juncus brachystigma là một loài thực vật có hoa trong họ Juncaceae. Loài này được Sam. mô tả khoa học đầu tiên năm 1936.